# 袋田駅
袋田駅（ふくろだえき）は、茨城県久慈郡大子町大字袋田にある、東日本旅客鉄道（JR東日本）水郡線の駅である。

## 歴史
- 1927年（昭和2年）3月10日：国有鉄道の駅として開業[2]。
- 1962年（昭和37年）11月20日：貨物扱い廃止[2]。
- 1983年（昭和58年）6月1日：水郡線CTC化により無人化[3]。荷物扱い廃止（ただし新聞紙に限り到着特別扱小荷物として存続）[4]。駅舎内で地方公共団体に乗車券発売を委託した簡易委託駅となる。行き違い設備はCTC化以前に撤去されている。
- 1984年（昭和59年）2月1日：到着特別扱小荷物（新聞紙）を廃止[2]。
- 1987年（昭和62年）4月1日：国鉄分割民営化により、JR東日本の駅となる[2]。
- 1991年（平成3年）3月4日：駅舎改築[5][6]。
- 2019年（令和元年）10月13日：令和元年東日本台風（台風19号）の影響で不通となる。
- 2020年（令和2年）7月4日：西金駅 - 当駅間で運行再開[7]。
- 2021年（令和3年）3月27日：当駅 - 常陸大子駅間で運行再開[8]。

## 駅構造
単式ホーム1面1線を有する地上駅。行き違い設備廃止までは相対式ホーム2面2線を持ち、旧ホームが現在も残る。旧ホームには袋田の滝のミニチュアがある。
水郡線統括センター（常陸大子駅）管理の簡易委託駅。1991年に改築された平屋建てログハウス風の駅舎となっている。駅舎にトイレが設置されているが、駅舎に隣接してトイレ棟がある。

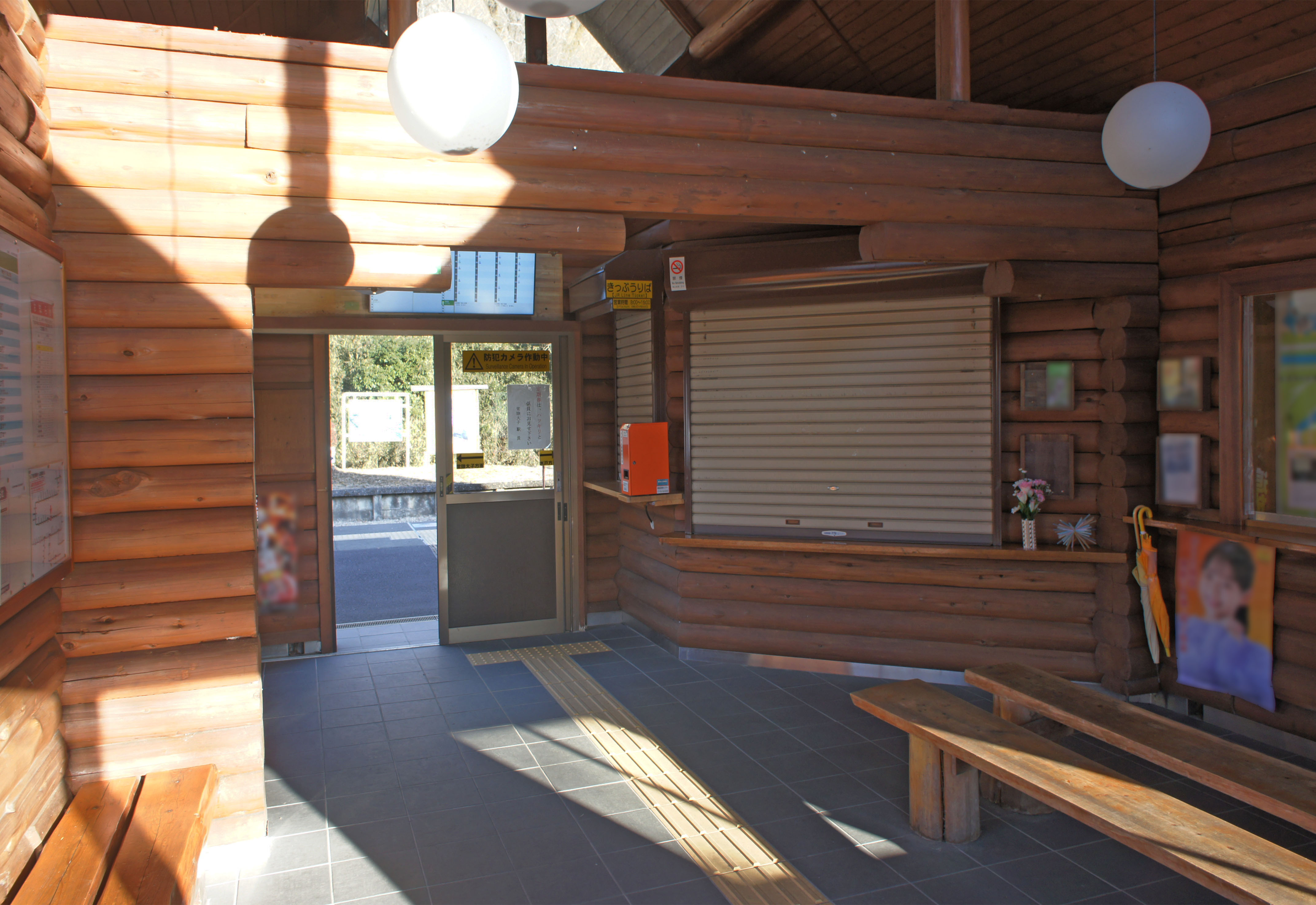
改札口（2022年2月）
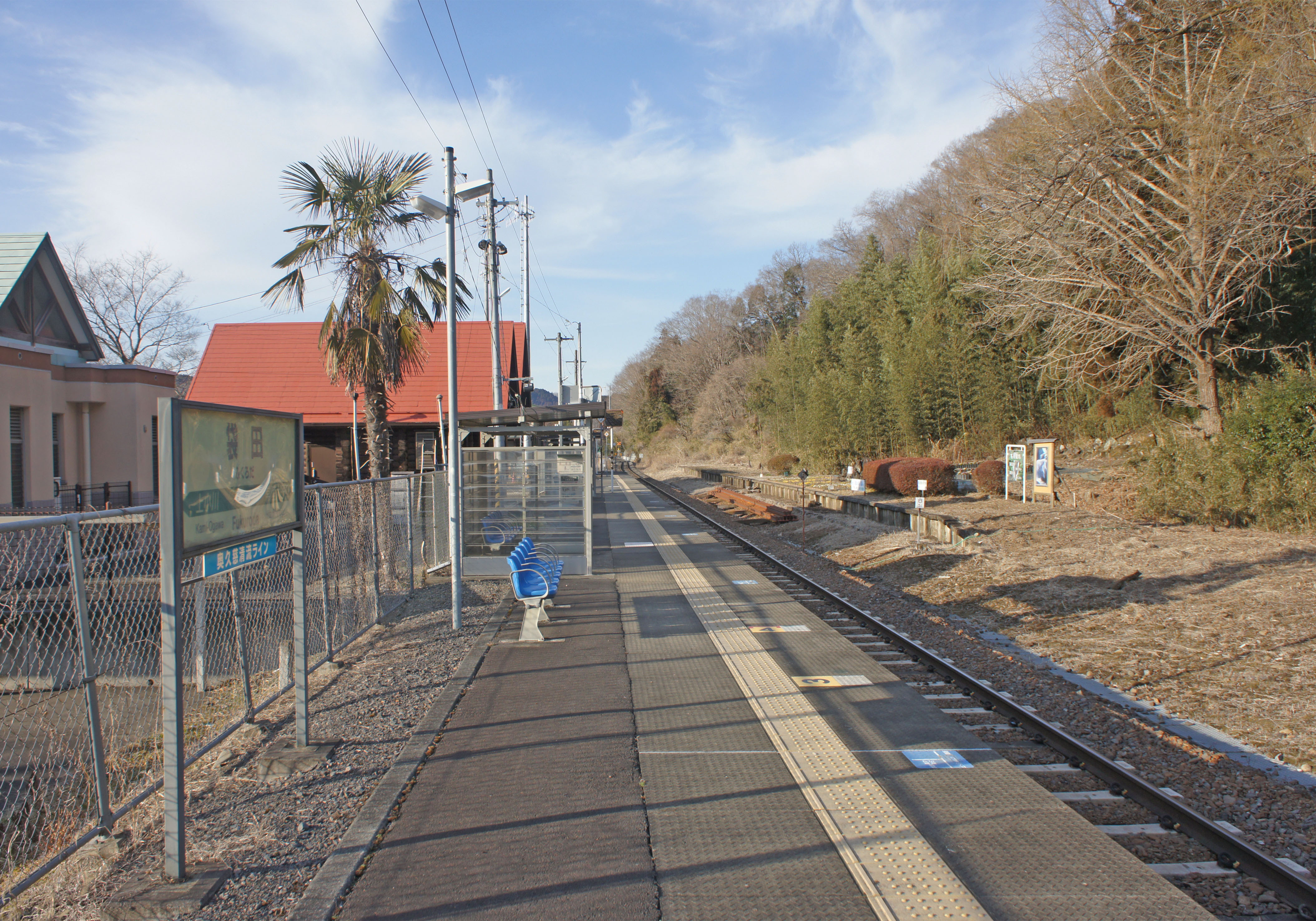
ホーム（2022年2月）

## 利用状況
JR東日本によると、2023年度（令和5年度）の1日平均乗車人員は70人である。
2001年度（平成13年度）以降の推移は以下のとおりである。
| 乗車人員推移       | 乗車人員推移     | 乗車人員推移    |
| 年度               | 1日平均 乗車人員 | 出典            |
| ------------------ | ---------------- | --------------- |
| 2001年（平成13年） | 149              | [ 利用客数 2 ]  |
| 2002年（平成14年） | 159              | [ 利用客数 3 ]  |
| 2003年（平成15年） | 147              | [ 利用客数 4 ]  |
| 2004年（平成16年） | 149              | [ 利用客数 5 ]  |
| 2005年（平成17年） | 152              | [ 利用客数 6 ]  |
| 2006年（平成18年） | 144              | [ 利用客数 7 ]  |
| 2007年（平成19年） | 149              | [ 利用客数 8 ]  |
| 2008年（平成20年） | 160              | [ 利用客数 9 ]  |
| 2009年（平成21年） | 133              | [ 利用客数 10 ] |
| 2010年（平成22年） | 104              | [ 利用客数 11 ] |
| 2011年（平成23年） | 85               | [ 利用客数 12 ] |
| 2012年（平成24年） | 81               | [ 利用客数 13 ] |
| 2013年（平成25年） | 82               | [ 利用客数 14 ] |
| 2014年（平成26年） | 74               | [ 利用客数 15 ] |
| 2015年（平成27年） | 83               | [ 利用客数 16 ] |
| 2016年（平成28年） | 82               | [ 利用客数 17 ] |
| 2017年（平成29年） | 81               | [ 利用客数 18 ] |
| 2018年（平成30年） | 75               | [ 利用客数 19 ] |
| 2019年（令和元年） | 59               | [ 利用客数 20 ] |
| 2020年（令和02年） | 68               | [ 利用客数 21 ] |
| 2021年（令和03年） | 56               | [ 利用客数 22 ] |
| 2022年（令和04年） | 64               | [ 利用客数 23 ] |
| 2023年（令和05年） | 70               | [ 利用客数 1 ]  |

## 駅周辺

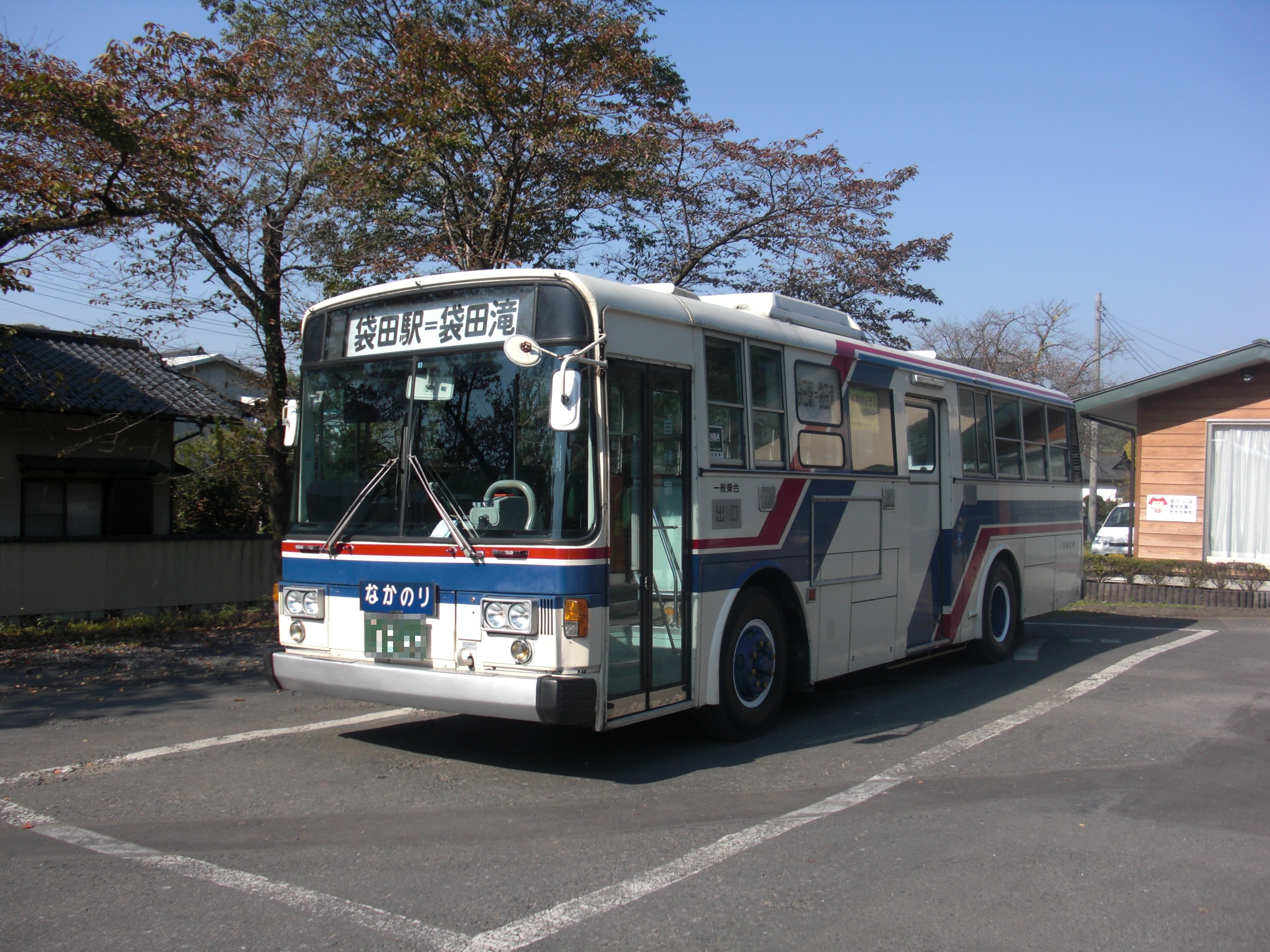
駅停車中の路線バス

- 大子町立袋田小学校
- 大子袋田郵便局
- 久慈川
- 国道118号
- 国道461号
- 茨城交通「袋田駅前」停留所
滝本（袋田の滝）との間を路線バスが往復している。列車の到着時刻に合わせて発車時刻が設定されている。

## 舞台となった作品
映画
- 男はつらいよ ぼくの伯父さん - 車寅次郎（渥美清）とお爺さん（イッセー尾形）の乱闘シーン（オープニング）に当駅が登場する[9]。

## 隣の駅
東日本旅客鉄道（JR東日本）
■水郡線
上小川駅 - 袋田駅 - 常陸大子駅

### 記事本文
1. 1 2 3 4 5  『週刊 JR全駅・全車両基地』 42号 水戸駅・常陸太田駅・高萩駅ほか74駅、朝日新聞出版〈週刊朝日百科〉、2013年6月9日、25頁。
2. 1 2 3 4 5  石野哲（編）『停車場変遷大事典 国鉄・JR編 Ⅱ』（初版）JTB、1998年10月1日、441頁。ISBN 978-4-533-02980-6。
3. ↑  “「通報」●水郡線常陸青柳駅ほか13駅の駅員無配置について（旅客局）”. 鉄道公報 (日本国有鉄道総裁室文書課):  p. 2. (1983年6月1日)
4. ↑  “日本国有鉄道公示第35号”. 官報 (16896). (1983年6月1日)
5. 1 2  “「水郡線」活性化へ あすの基盤づくり”. 交通新聞 (交通新聞社):  p. 2. (1991年11月1日)
6. 1 2  “袋田駅がログハウスに 茨城・大子町” 朝日新聞 (朝日新聞社): 東京地方版／茨城. (1991年3月5日 朝刊)
7. ↑  『水郡線西金～袋田駅間運転再開について』（PDF）（プレスリリース）東日本旅客鉄道水戸支社、2020年5月21日。オリジナルの2020年6月15日時点におけるアーカイブ。2020年7月4日閲覧。
8. ↑  水郡線、27日全線再開 大子住民ら時刻表チラシ作成 - 茨城新聞（2021年3月26日）
9. ↑  松竹公式ホームページ

### 利用状況
1. 1 2  “各駅の乗車人員（2023年度）”.   東日本旅客鉄道. 2024年7月21日閲覧。
2. ↑  “各駅の乗車人員（2001年度）”.   東日本旅客鉄道. 2019年3月1日閲覧。
3. ↑  “各駅の乗車人員（2002年度）”.   東日本旅客鉄道. 2019年3月1日閲覧。
4. ↑  “各駅の乗車人員（2003年度）”.   東日本旅客鉄道. 2019年3月1日閲覧。
5. ↑  “各駅の乗車人員（2004年度）”.   東日本旅客鉄道. 2019年3月1日閲覧。
6. ↑  “各駅の乗車人員（2005年度）”.   東日本旅客鉄道. 2019年3月1日閲覧。
7. ↑  “各駅の乗車人員（2006年度）”.   東日本旅客鉄道. 2019年3月1日閲覧。
8. ↑  “各駅の乗車人員（2007年度）”.   東日本旅客鉄道. 2019年3月1日閲覧。
9. ↑  “各駅の乗車人員（2008年度）”.   東日本旅客鉄道. 2019年3月1日閲覧。
10. ↑  “各駅の乗車人員（2009年度）”.   東日本旅客鉄道. 2019年3月1日閲覧。
11. ↑  “各駅の乗車人員（2010年度）”.   東日本旅客鉄道. 2019年3月1日閲覧。
12. ↑  “各駅の乗車人員（2011年度）”.   東日本旅客鉄道. 2019年3月1日閲覧。
13. ↑  “各駅の乗車人員（2012年度）”.   東日本旅客鉄道. 2019年3月1日閲覧。
14. ↑  “各駅の乗車人員（2013年度）”.   東日本旅客鉄道. 2019年3月1日閲覧。
15. ↑  “各駅の乗車人員（2014年度）”.   東日本旅客鉄道. 2019年3月1日閲覧。
16. ↑  “各駅の乗車人員（2015年度）”.   東日本旅客鉄道. 2019年3月1日閲覧。
17. ↑  “各駅の乗車人員（2016年度）”.   東日本旅客鉄道. 2019年3月1日閲覧。
18. ↑  “各駅の乗車人員（2017年度）”.   東日本旅客鉄道. 2019年3月1日閲覧。
19. ↑  “各駅の乗車人員（2018年度）”.   東日本旅客鉄道. 2019年7月21日閲覧。
20. ↑  “各駅の乗車人員（2019年度）”.   東日本旅客鉄道. 2020年7月16日閲覧。
21. ↑  “各駅の乗車人員（2020年度）”.   東日本旅客鉄道. 2021年7月25日閲覧。
22. ↑  “各駅の乗車人員（2021年度）”.   東日本旅客鉄道. 2022年8月12日閲覧。
23. ↑  “各駅の乗車人員（2022年度）”.   東日本旅客鉄道. 2023年7月10日閲覧。